# Abraham Darby II
Abraham Darby (conocido en vida como Abraham Darby el Joven, y denominado por conveniencia como Abraham Darby II; 12 de mayo de 1711-31 de marzo de 1763) fue un industrial metalúrgico británico, el segundo miembro con este nombre de una familia inglesa de religión cuáquera, conocido por su importante papel en el inicio del desarrollo de la Revolución Industrial.

## Semblanza
Darby nació en Coalbrookdale, Shropshire. Era hijo de Abraham y de Mary Darby (de soltera Sargent).
Siguió los pasos de su padre en la dirección del negocio de la ferrería Darby en Coalbrookdale, produciendo ollas, teteras y otros artículos de fundición de hierro. El taller de Coalbrookdale también desempeñó un papel importante en el uso de hierro para reemplazar al latón (un material más caro) para fabricar los cilindros de las máquinas de vapor ideadas por Thomas Newcomen.
Tomo parte en una innovación muy importante, cuando se introdujo el uso de coque como materia prima en el proceso de producir arrabio en los altos hornos de su compañía. Esta mejora significó una parte significativa del incremento de la producción de los Hornos de Horsehay y de Ketley, que se construyeron a finales de la década de 1750. El uso exitoso por parte de su padre (Abraham Darby I) del coque como materia prima de fundición para obtener arrabio y su propio éxito al usarlo como materia prima en los procesos de forja fueron dos pasos importantes hacia la siderurgia moderna, aunque el avance final que permitió la gran expansión de la producción de hierro que posibilitó la revolución industrial vino después.
Murió a los 51 años. Se había casado dos veces: en primer lugar, con Margaret Smith (fallecida en 1740), con quien tuvo tres hijos (incluida su hija Hannah, que se casó con Richard Reynolds), y en segundo lugar, con la ministra cuáquera Abiah Maude, con quien tuvo trece hijos más, aunque solo cuatro, incluido Abraham Darby III, sobrevivieron.